# أنتوني ميرفي
أنتوني ميرفي (بالإنجليزية: Anthony Murphy)‏ (1 أغسطس 1982 دبلن جمهورية أيرلندا - ) هو لاعب كرة قدم أيرلندي يلعب كلاعب وسط.